# Париж — Камамбер 2024
85-й выпуск  Париж — Камамбер — шоссейная однодневная велогонка по дорогам французского региона Нормандия. Гонка прошла 27 марта 2024 года в рамках Европейского тура UCI 2024 (категория 1.1) и Кубка Франции 2024. Победу одержал французский велогонщик Бенуа Конфруа.

## Участники
На участие в гонке заявлено 15 команд: 4 команд категории UCI WorldTeam, 7 команд категории UCI ProTeams и 4 континентальные.
| UCI WorldTeams (4)- Arkéa-B&B Hotels - Cofidis - Decathlon-AG2R La Mondiale - Groupama-FDJ UCI ProTeams (7)- Equipo Kern Pharma - Euskaltel-Euskadi - Q36.5 Pro Cycling Team - Team Novo Nordisk - TotalEnergies - Uno-X Mobility - VF Group-Bardiani CSF-Faizané UCI Continental Teams (4)- CIC U Nantes Atlantique - Nice Métropole Côte d'Azur - Saint Michel-Mavic-Auber 93 - Van Rysel-Roubaix |
| |

## Маршрут
Гонщики пройдут в общей сложности 205,6 километра со стартом и финишем, расположенными, соответственно, в Маньянвиле и Ливаро-пей-Д’ОЖ. Они столкнутся с несколькими подъёмами и восьмью брусчатыми участками. Пять из них будут в пределах первого и более длинного из двух финальных кругов. Второе, более короткое кольцо, будет включать подъёмы Кот-де-Л’Англетер и Бьютт-де-Фонди (оба уже были в прошлых выпусках). Последний подъём находится менее чем в десяти километрах от финиша.

## Ход гонки
Ромен Кардис, Кенни Молли и Антуан Хюэ были беглецами первого часа: их максимальное преимущество достигало почти 4 минут, прежде чем группа из 34 гонщиков достигла их примерно на 80 километре гонки,
Гонка была очень оживлённой из-за ветра на трассе и была отмечена коллективным падением на 125-м километре, которое вынудило организаторов остановить соревнование на несколько минут.
Ближе к финишу сформировался отрыв из шести велогонщиков, где был разыгран финишный спринт. Первым там стал Бенуа Конфруа.

## Результаты
| \| Генеральная классификация \| Генеральная классификация \| Генеральная классификация \| Генеральная классификация \| Генеральная классификация \| \| Гонщик \| Гонщик \| Команда \| Время \| \| \| ------------------------- \| ------------------------- \| ----------------------------- \| ------------------------- \| ------------------------- \| \| 1-й \| Бенуа Конфруа \| Decathlon-AG2R La Mondiale \| 4ч 26' 11 \| \| \| 2-й \| Клеман Вентурини \| Arkéa-B&B Hotels \| + 0 \| \| \| 3-й \| Александр Делеттр \| Saint Michel-Mavic-Auber 93 \| + 0 \| \| \| 4-й \| Мартин Марселлуси \| VF Group-Bardiani CSF-Faizanè \| + 0 \| \| \| 5-й \| Фредрик Дверснес \| Uno-X Mobility \| + 0 \| \| \| 6-й \| Гийом Мартен \| Cofidis \| + 0 \| \| \| 7-й \| Юэн Костиу \| Arkéa-B&B Hotels \| + 4 \| \| \| 8-й \| Joris Delbove \| Saint Michel-Mavic-Auber 93 \| + 8 \| \| \| 9-й \| Рори Таунсенд \| Q36.5 Pro Cycling Team \| + 14 \| \| \| 10-й \| Матиаш Копецкий \| Team Novo Nordisk \| + 14 \| \| |                   |                               |           |
| |                   |                               |           |
| Источник: ProCyclingStats |                   |                               |           |
| Генеральная классификация |                   |                               |           |
| Гонщик | Гонщик            | Команда                       | Время     |
| 1-й | Бенуа Конфруа     | Decathlon-AG2R La Mondiale    | 4ч 26' 11 |
| 2-й | Клеман Вентурини  | Arkéa-B&B Hotels              | + 0       |
| 3-й | Александр Делеттр | Saint Michel-Mavic-Auber 93   | + 0       |
| 4-й | Мартин Марселлуси | VF Group-Bardiani CSF-Faizanè | + 0       |
| 5-й | Фредрик Дверснес  | Uno-X Mobility                | + 0       |
| 6-й | Гийом Мартен      | Cofidis                       | + 0       |
| 7-й | Юэн Костиу        | Arkéa-B&B Hotels              | + 4       |
| 8-й | Joris Delbove     | Saint Michel-Mavic-Auber 93   | + 8       |
| 9-й | Рори Таунсенд     | Q36.5 Pro Cycling Team        | + 14      |
| 10-й | Матиаш Копецкий   | Team Novo Nordisk             | + 14      |